# SV Mattersburg II
Die SV Mattersburg II war die zweite Mannschaft des ehemaligen österreichischen Bundesligisten SV Mattersburg. Die Mannschaft spielte bis zur Insolvenz des Vereins in der Regionalliga Ost.

## Geschichte
Die Amateure von Mattersburg wurden in der Saison 2006/07 Meister der Burgenlandliga und stiegen somit erstmals in die Regionalliga Ost auf. In der Debütsaison in der dritthöchsten Spielklasse belegte das Team den zwölften Platz und entging dem sofortigen Wiederabstieg mit nur zwei Punkten Vorsprung auf die Abstiegsränge äußerst knapp. In der Saison 2008/09 gelang mit Platz zehn erstmals eine Platzierung in den Top 10. In der Saison 2009/10 wurde man Neunter und stand damit zu Saisonende erstmals auf einem einstelligen Tabellenrang. In der Saison 2010/11 nahmen die Mattersburger Amateure erstmals am ÖFB-Cup teil, nachdem man in der Vorrunde den SV Neuberg besiegt hatte. In der ersten Runde scheiterte man aber am Ligakonkurrenten FK Austria Wien II. In der Liga wurde man in der Saison 2010/11 wieder Zehnter.
In der Saison 2011/12 wurde das Team Elfter, auf die Abstiegsränge hatte man aber lediglich einen Vorsprung von zwei Zählern. In der Saison 2012/13 gelang Mattersburg II die beste Platzierung der Mannschaftsgeschichte: Man wurde Sechster in der Ostliga. In der Saison 2013/14 war man mit dem siebten Rang ähnlich erfolgreich. Die Spielzeit 2014/15 verlief dann allerdings alles andere als erfolgreich: Nachdem man am letzten Spieltag gegen den First Vienna FC nur Remis gespielt hatte und der Wiener Sportklub zeitgleich sein Spiel gegen die SV Schwechat gewonnen hatte, mussten die Mattersburger Amateure als 13. nach acht Jahren wieder in die Burgenlandliga absteigen.
Wieder in der vierthöchsten Spielklasse angekommen, wurde man in der Saison 2015/16 mit einem Punkt Rückstand auf den SV Eberau Vizemeister und verpasste somit den direkten Wiederaufstieg. In der Saison 2016/17 wurde man schließlich mit einem Vorsprung von elf Punkten auf Neuberg Meister der Burgenlandliga. Nachdem in der Ostliga allerdings bereits das Maximum der Amateurmannschaften von Profiklubs ausgeschöpft war, mussten die Burgenländer gegen die schlechteste Amateurmannschaft, die SKN St. Pölten Juniors, in einer Relegation um den Aufstieg spielen. In dieser unterlag man den Niederösterreichern allerdings. In der Saison 2017/18 konnte man mit zehn Punkten Vorsprung auf den ASV Siegendorf den Titel verteidigen und diesmal auch ohne Relegation nach drei Jahren wieder in die Regionalliga Ost aufsteigen.
In der ersten Saison nach der Rückkehr wurde die Mannschaft Zehnter. In der Saison 2019/20 belegte man nach 18. Spieltagen den achten Rang, ehe die Saison aufgrund der COVID-19-Pandemie abgebrochen wurde. Im August 2020 zog sich Mattersburg vom Spielbetrieb zurück, nachdem man insolvent geworden war, wodurch auch die Amateure von der Bildfläche verschwanden.

## Trainerhistorie
- Andreas Hackstock (2006–2009)
- Damir Todorovic (2009–2011)
- Heinz Griesmayer (2011–2015)
- Kurt Jusits (2015–2016)
- Markus Schmidt (2016–2019)
- Marek Kausich (2019–2020)